# Klädsim

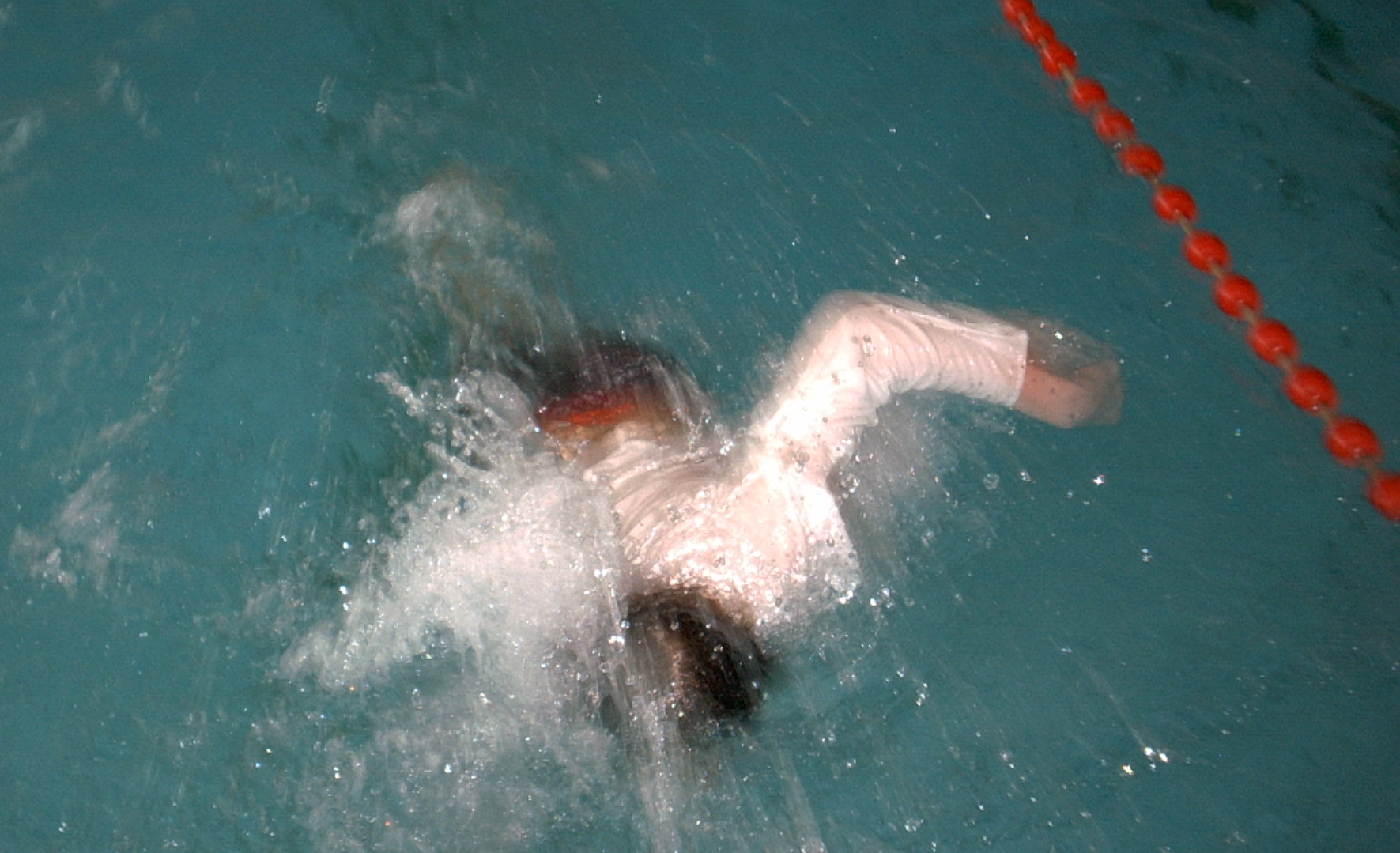
Klädsim

Klädsim innebär att man simmar med vanliga kläder på sig, i stället för badkläder. Det är ett tungt simsätt eftersom kläderna blir blöta och tunga, och kan ingå i kurser för livräddning. Vid provtagning för simmärken är klädsim ersatt med flytning (för att bevara kroppsvärme). Det finns speciella klädsimmarklubbar, som arrangerar träffar för simsättet. 
I Sverige finns det tre klubbar, speciellt inriktade på klädsim. Det är Göteborgs Klädsimmarklubb, Klädsimmarklubben Blötis och Skånes Klädbadarklubb.